# Petter Bruse
Nils Petter Severin Bruse, född 10 oktober 1867 i Slättaryd, Västra Karup, Skåne, död 25 februari 1958 i Torekov, var en svensk sjöman och konstnär.
Han var son till sjömannen Bengt P. Svensson och Johanna Jönsson och från 1907 gift med Anna E. Svensson. Bruse var som konstnär autodidakt. Han var under en 30-årsperiod bosatt i USA. Han ställde ut separat i Torekov 1942 och han medverkade i samlingsutställningar i Malmö. Hans konst består av mariner utförda i akvarell[källa behövs] och galjonsfigurer snidade i trä. Bruse är representerad vid Torekovs sjöfartsmuseum och Sjöfartsmuseet i Oslo.